# Europamästerskapet i softboll för damer
Europamästerskapet i softboll för damer organiseras av ESF, och spelades första gången 1979.

## Resultat
| År   | Spelplats                     |               | Final          | Final          |                | Semifinalister | Semifinalister |
| År   | Spelplats                     | Etta          | Tvåa           | Trea           | Fyra           |                |                |
| 1979 | Rovereto, Italien             | Nederländerna | Italien        | Belgien        | Sverige        |                |                |
| 1981 | Haarlem, Nederländerna        | Nederländerna | Italien        | Sverige        | Belgien        |                |                |
| 1983 | Parma, Italien                | Nederländerna | Italien        | Belgien        | San Marino     |                |                |
| 1984 | Antwerpen, Belgien            | Nederländerna | Italien        | Belgien        | Sverige        |                |                |
| 1986 | Antwerpen, Belgien            | Italien       | Nederländerna  | Belgien        | Danmark        |                |                |
| 1988 | Hørsholm, Danmark             | Nederländerna | Italien        | Sverige        | Belgien        |                |                |
| 1990 | Genua, Italien                | Nederländerna | Belgien        | Italien        | Tjeckien       |                |                |
| 1992 | Bussum, Nederländerna         | Italien       | Nederländerna  | Tjeckien       | Danmark        |                |                |
| 1995 | Settimo Torinese, Italien     | Italien       | Nederländerna  | Tjeckien       | Belgien        |                |                |
| 1997 | Prag, Tjeckien                | Italien       | Nederländerna  | Tjeckien       | Danmark        |                |                |
| 1999 | Antwerpen, Belgien            | Italien       | Tjeckien       | Ryssland       | Nederländerna  |                |                |
| 2001 | Prag, Tjeckien                | Italien       | Tjeckien       | Nederländerna  | Ryssland       |                |                |
| 2003 | Saronno, Italien              | Italien       | Ryssland       | Nederländerna  | Tjeckien       |                |                |
| 2005 | Prag, Tjeckien                | Italien       | Grekland       | Nederländerna  | Storbritannien |                |                |
| 2007 | Amsterdam, Nederländerna      | Italien       | Nederländerna  | Ryssland       | Tjeckien       |                |                |
| 2009 | Valencia, Spanien             | Nederländerna | Storbritannien | Tjeckien       | Ryssland       |                |                |
| 2011 | Ronchi dei Legionari, Italien | Nederländerna | Italien        | Storbritannien | Tjeckien       |                |                |
| 2013 | Prag, Tjeckien                | Nederländerna | Italien        | Tjeckien       | Ryssland       |                |                |